# كوينسي ميلر
كوينسي ميلر (بالإنجليزية: Quincy Miller)‏ مواليد 18 نوفمبر 1992 في شيكاغو، هو لاعب كرة سلة محترف أمريكي بدأ مسيرته الاحترافية في سنة 2012 حيث تم اختياره من قبل فريق دنفر ناغتس خلال الدرافت،. يبلغ طوله 6 قدم 10 بوصة (2.1 م).

## فرق لعب لها
- دنفر ناغتس
- سكرامنتو كينغز
- ديترويت بيستونز

## إحصائيات المسيرة

### الرابطة الوطنية لكرة السلة

#### الموسم الاعتيادي
| السنة   | الفريق          | لعب | بدأ | دقيقة | ميداني% | ثلاثية | حرة  | ارتداد | صنع | استلاب | تصدي | نقطة |
| ------- | --------------- | --- | --- | ----- | ------- | ------ | ---- | ------ | --- | ------ | ---- | ---- |
| 2012–13 | دنفر ناغتس      | 40  | 0   | 12.3  | .333    | 1.000  | .571 | 2.3    | .4  | 1.1    | .0   | 3.6  |
| 2013–14 | دنفر ناغتس      | 52  | 16  | 15.2  | .367    | .319   | .709 | 2.8    | .5  | .4     | .6   | 4.9  |
| 2014–15 | سكرامنتو كينغز  | 6   | 0   | 10.2  | .222    | .143   | .727 | 2.0    | .5  | 1.0    | .5   | 2.8  |
| 2014–15 | ديترويت بيستونز | 4   | 0   | 14.5  | .250    | .182   | .000 | 2.0    | 1.3 | .3     | .5   | 5.0  |
| المسيرة |                 | 69  | 16  | 13.5  | .350    | .292   | .706 | 2.4    | .5  | .4     | .5   | 5.3  |

## روابط خارجية
- كوينسي ميلر على موقع الاتحاد الدولي لكرة السلة (الإنجليزية)
- كوينسي ميلر على موقع الدوري الأوروبي لكرة السلة (الإنجليزية)
- كوينسي ميلر على موقع إن بي أي (الإنجليزية)
- كوينسي ميلر على موقع سبورتس رفرنس (الإنجليزية)
- كوينسي ميلر على موقع كرة السلة الأوروبية.كوم (الإنجليزية)
- كوينسي ميلر على موقع كلية كرة السلة في سبورتس رفرنس.كوم (الإنجليزية)
- كوينسي ميلر على موقع ريلجم (الإنجليزية)
- كوينسي ميلر على موقع بروبوليرز (الإنجليزية)
- كوينسي ميلر على موقع سبورتس رفرنس (الإنجليزية)
- كوينسي ميلر على موقع سبورتس رفرنس (الإنجليزية)